# Everardia recurvigluma
Everardia recurvigluma är en halvgräsart som beskrevs av Tetsuo Michael Koyama och Bassett Maguire. Everardia recurvigluma ingår i släktet Everardia och familjen halvgräs. Inga underarter finns listade i Catalogue of Life.